# Saint-Germain-Langot
Saint-Germain-Langot település Franciaországban, Calvados megyében. Lakosainak száma 352 fő (2022. január 1.). Saint-Germain-Langot Bonnœil, Leffard, Martainville, Martigny-sur-l’Ante, Pierrepont, Tréprel, Ussy és Cesny-les-Sources községekkel határos.

## Népesség
A település népessége az elmúlt években az alábbi módon változott:
| Lakosok száma | 268  | 243  | 271  | 277  | 311  | 316  | 319  | 318  | 343  | 352  |
|               | 1968 | 1982 | 1999 | 2006 | 2011 | 2015 | 2017 | 2018 | 2020 | 2022 |